# Steven Bryce
Steven José Bryce Valerio (ur. 16 sierpnia 1977 w San José) – kostarykański piłkarz grający na pozycji bocznego pomocnika.

## Kariera klubowa
Karierę piłkarską Bryce rozpoczął w klubie AD Goicoechea, w barwach którego zadebiutował w 1996 roku w pierwszej lidze Kostaryki. Po roku przeniósł się do Deportivo Saprissa, w którym stał się podstawowym zawodnikiem. W 1998 roku po raz pierwszy w karierze został mistrzem Kostaryki i zdobył także Copa Interclubes UNCAF. W 1999 roku powtórzył to pierwsze osiągnięcie. W 2000 roku odszedł do LD Alajuelense. W 2001 roku wywalczył tytuł mistrzowski, a sukces ten powtórzył jeszcze w kolejnych dwóch latach. Sukcesy wraz z partnerami odnosił także na arenie międzynarodowej. W 2002 roku sięgnął po swój drugi Copa Interclubes UNCAF.
W 2004 roku Steven wyjechał do Europy. Najpierw zaliczył pięć spotkań w zespole cypryjskiego Anorthosisu Famagusta Larnaka, a w 2005 roku kolejne trzy w barwach greckiego OFI Kreta. Po nie udanym pobycie w Europie wrócił do Ameryki i został zawodnikiem Brujas FC. W 2006 roku odszedł do Club Deportivo Marathón z Hondurasu. W 2007 roku znów zmienił barwy klubowe i podpisał kontrakt z innym klubem z tego kraju, Motagua Tegucigalpa.

## Kariera reprezentacyjna
W reprezentacji Kostaryki Bryce zadebiutował 21 stycznia 1998 roku w przegranym 1:4 towarzyskim meczu z Hondurasem. Wcześniej w 1997 roku wziął udział z kadrą U-20 w młodzieżowych Mistrzostwach Świata w Malezji. W 2002 roku został powołany przez Alexandre Guimarãesa do kadry na Mistrzostwa Świata 2002. Tam był podstawowym zawodnikiem kostarykańskiego zespołu i wystąpił we dwóch grupowych meczach: zremisowanym 1:1 z Turcją i przegranym 2:5 z Brazylią. Dwukrotnie brał udział w turnieju o Złoty Puchar CONCACAF.